# Les Tourreilles
Les Tourreilles (okzitanisch Eras Torrelhas) ist eine französische Gemeinde mit 380 Einwohnern (Stand 1. Januar 2022) im Département Haute-Garonne in der Region Okzitanien (vor 2016 Midi-Pyrénées); sie gehört zum Arrondissement Saint-Gaudens und zum Kanton Saint-Gaudens. Die Einwohner werden Tourreillais genannt.

## Geografie
Die Gemeinde Les Tourreilles liegt in der historischen Provinz Comminges im Südosten des Plateaus von Lannemezan, auf halbem Weg zwischen den Städten Saint-Gaudens und Lannemezan. Das Gemeindegebiet wird vom Flüsschen Lavet durchquert. Umgeben wird Les Tourreilles von den Nachbargemeinden Franquevielle im Norden, Ponlat-Taillebourg im Osten, Ausson im Südosten, Montréjeau im Süden sowie Cuguron im Süden und Westen.

## Bevölkerungsentwicklung
| Jahr                       | 1962 | 1968 | 1975 | 1982 | 1990 | 1999 | 2009 | 2020 |
| Einwohner                  | 300  | 291  | 305  | 283  | 305  | 358  | 384  | 377  |
| Quellen: Cassini und INSEE |      |      |      |      |      |      |      |      |

## Sehenswürdigkeiten

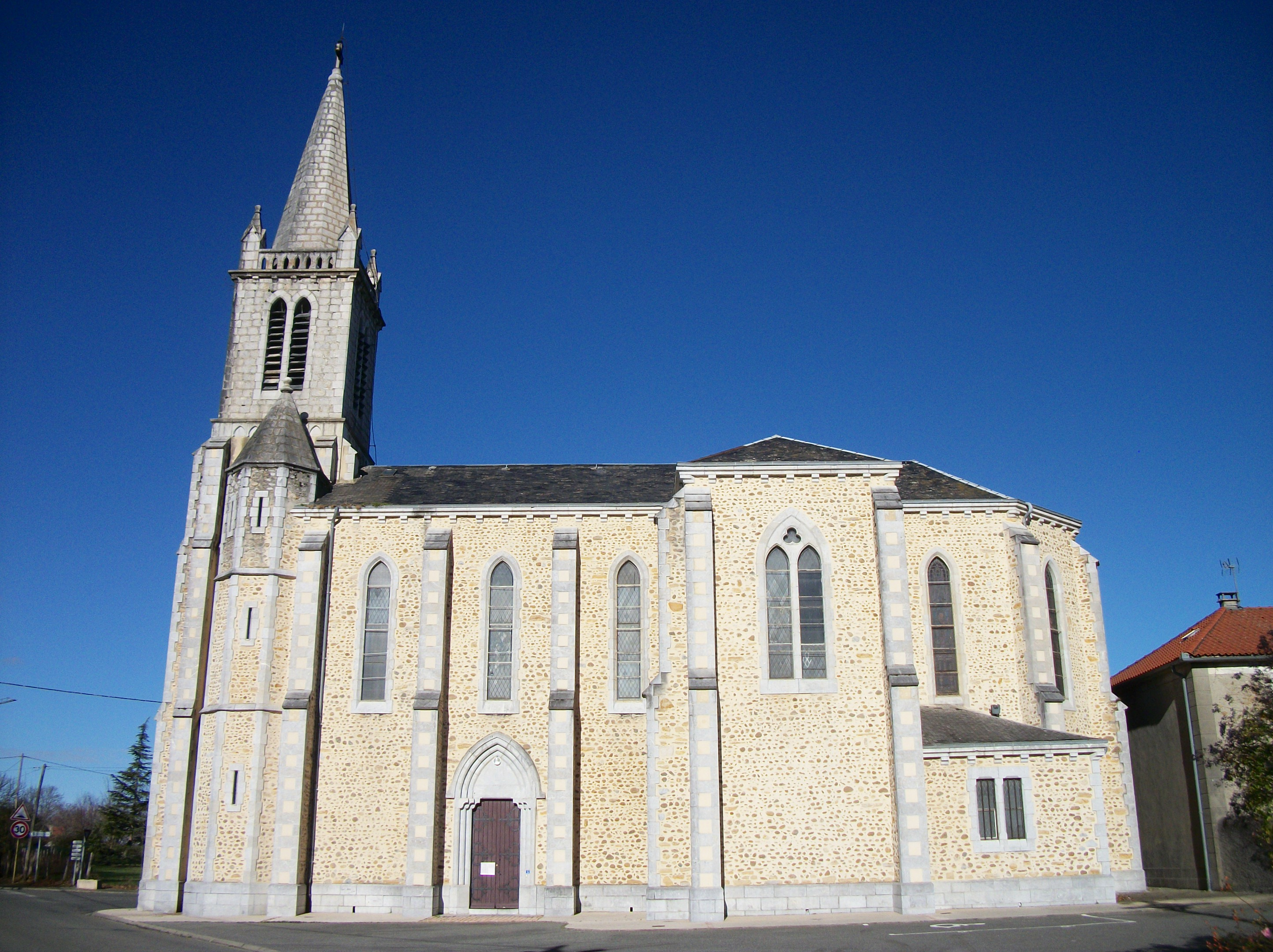
Kirche Sainte-Anne
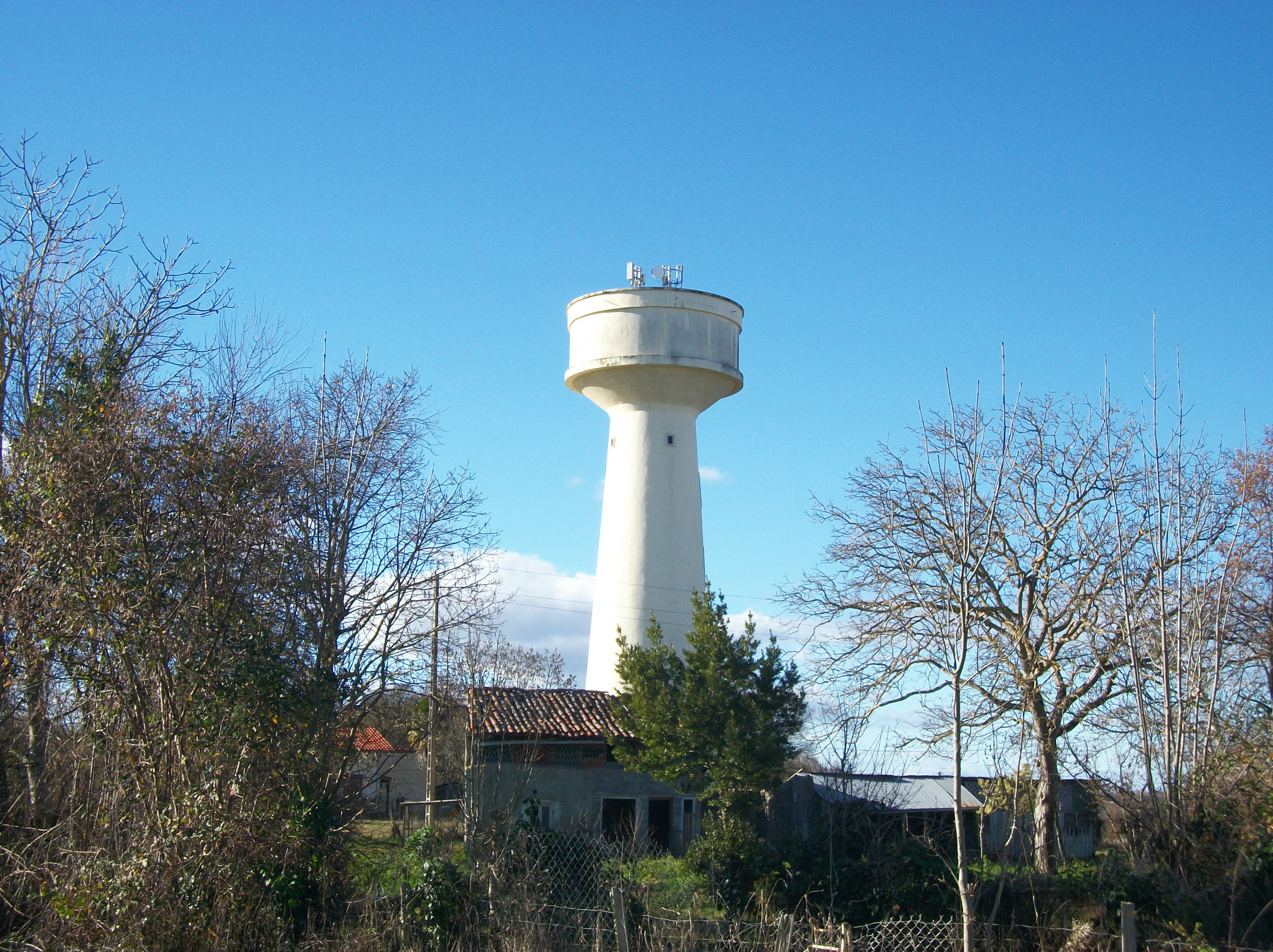
Wasserturm
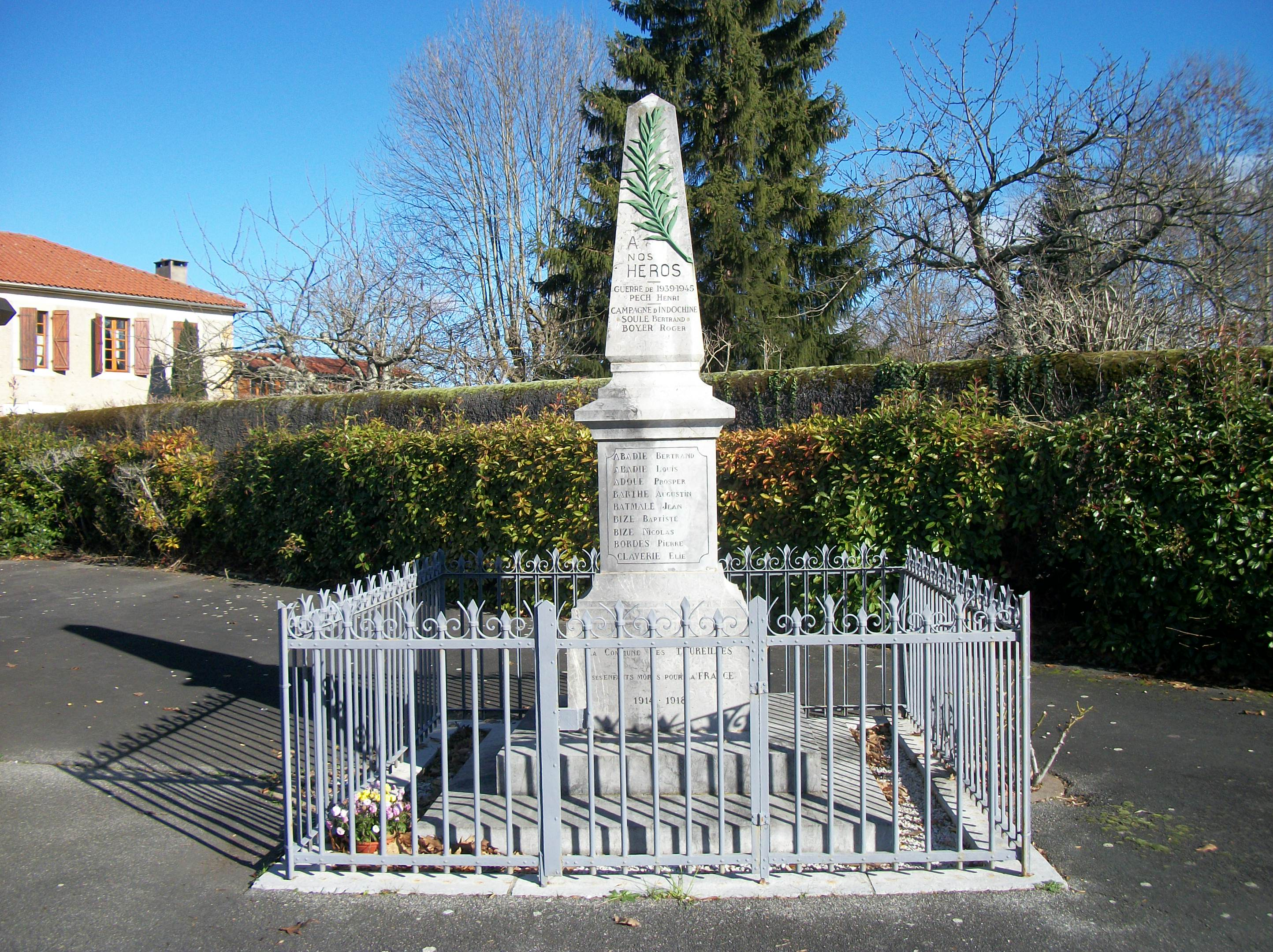
Gefallenendenkmal
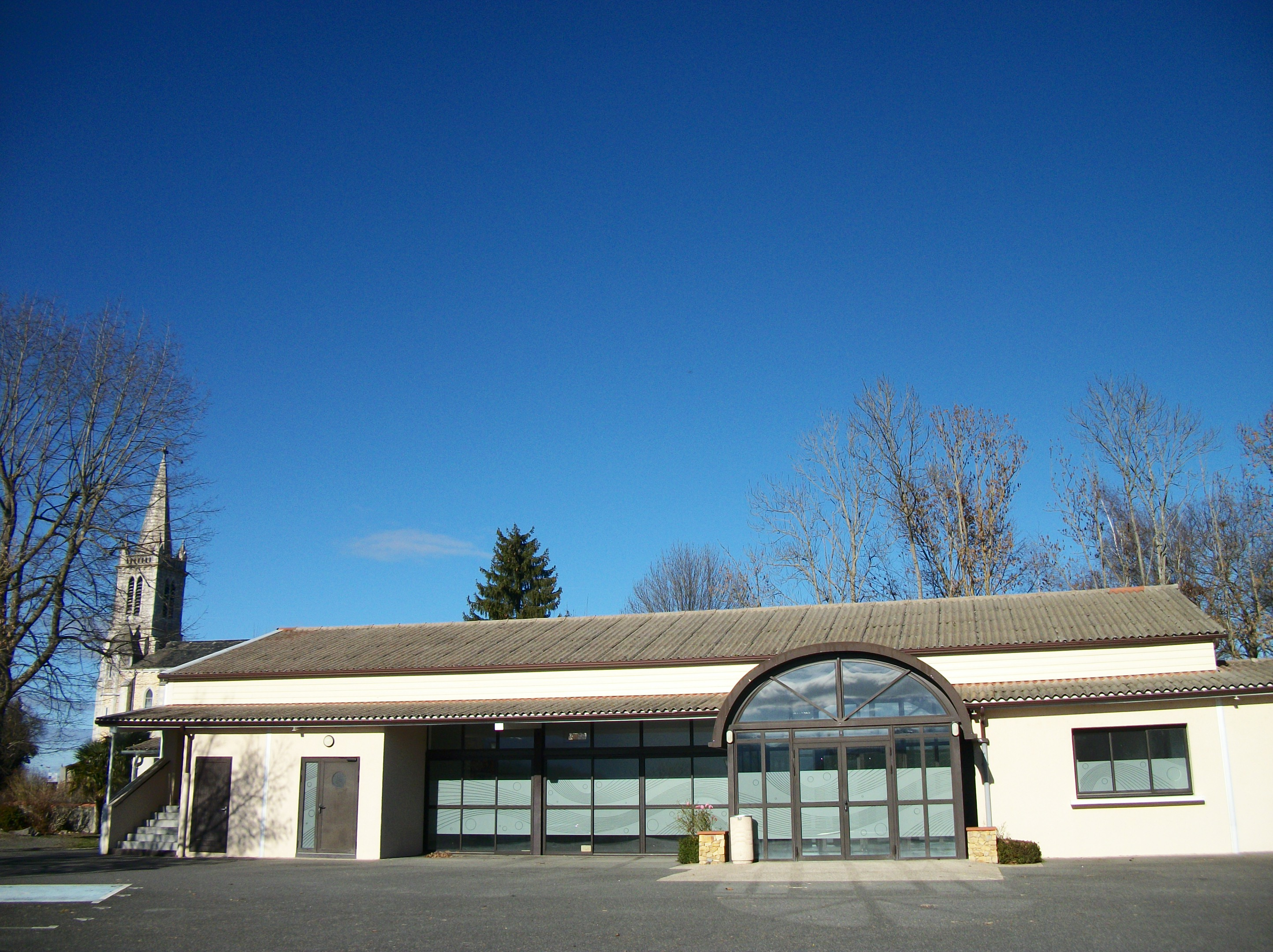
Gemeindefesthalle

- Kirche Sainte-Anne
- Wasserturm
- Gefallenendenkmal
- Gemeindefesthalle